# Миннегулов, Рушан Рустемович
Рушан Рустемович Миннегулов (род. 27 ноября 1992 года, Богатые Сабы, Сабинский район, Татарстан, Россия) — российский спортсмен — лыжник и биатлонист. Двукратный паралимпийский чемпион и серебряный призёр Зимних паралимпийских игр в Сочи 2014 года. Заслуженный мастер спорта России.

## Биография
Начал заниматься спортом в 2007 году. За сборную России впервые выступил в 2009 году на Кубке мира в Норвегии.
С 2007 года личным тренером является его дядя Радик Минуголов. В сборной тренируется у Ирины Громовой и Амира Гумерова.
Инспектор Управления ФМС России по Республике Татарстан.
Участвовал в Зимних Паралимпийских играх 2010 года в Ванкувере и 2014 года в Сочи.

## Спортивные достижения
Зимние паралимпийские игры
- Золото (Сочи, Россия, 2014 год) — Лыжные гонки, 20 км, мужчины, стоя
- Золото (Сочи, Россия, 2014 год) — Лыжные гонки, Открытая эстафета 4 x 2.5 км
- Серебро (Сочи, Россия, 2014 год) — Лыжные гонки Спринт свободным стилем 1 км, мужчины, стоя

Чемпионаты мира
Лыжные гонки
- Золото (Соллефтео, Швеция, 2013 год) — 4 х 2,5 км, открытая эстафета
- Серебро (Соллефтео, Швеция, 2013 год) — 10 км, стоя
- Серебро (Соллефтео, Швеция, 2013 год) — 20 км, стоя
- Бронза (Соллефтео, Швеция, 2013 год) — 1 км, спринт, стоя

## Награды и спортивные звания
- Орден «За заслуги перед Отечеством» IV степени (2014 год)[3].
- Заслуженный мастер спорта России (11 марта 2014 года)[4]
- Мастер спорта России международного класса (23 мая 2011 года)[5]
- Почётная грамота Главы Сабинского муниципального района (2013 год)[6]